# Famille Wallenberg
Pour les articles homonymes, voir Wallenberg.
Cette page explique l’histoire ou répertorie les différents membres de la famille des Wallenberg.
La famille Wallenberg est la famille la plus riche et la plus influente de Suède, renommée pour compter plusieurs banquiers et industriels. Par ses conglomérats, cette dynastie est présente dans la plupart des grands groupes industriels suédois dont :  Electrolux, Ericsson, Scania et SKF, ABB, SAS Group, AIK, Atlas Copco.
Dans les années 1990, elle contrôlait indirectement le tiers du PNB suédois. 
Par le biais de Investor AB, les Wallenberg répartissent la plupart de leurs investissements. En 1994, elle a également créé la holding EQT Partners, spécialisée en capital-investissement afin de gérer au mieux ses actifs.
À l'origine, la famille était spécialisée dans la banque : elle possédait la Stockholms Enskilda Bank, fondée en 1856. Par son sens des affaires, Marcus Wallenberg (né en 1899), aidé ensuite de ses deux fils, a conduit avec succès une diversification de ses investissements.
La Stockholms Enskilda Bank a été accusée de collaborer avec le régime nazi pendant la Seconde Guerre mondiale et le gouvernement des États-Unis a gelé ses avoirs au lendemain du conflit. Par la suite, en 1972, la banque a fusionné avec un autre établissement bancaire, aboutissant au groupe Skandinaviska Enskilda Banken AB (SEB).
En 2015, la fortune des Wallenberg était estimée à 250 milliards d'euros par le Financial Times. En janvier 2024, la valeur totale de leur holding familiale, Investor AB, est estimée à 21 milliards d’euros. La famille Wallenberg détient environ un tiers de la capitalisation boursière totale de la bourse de Stockholm. 

## Personnalités

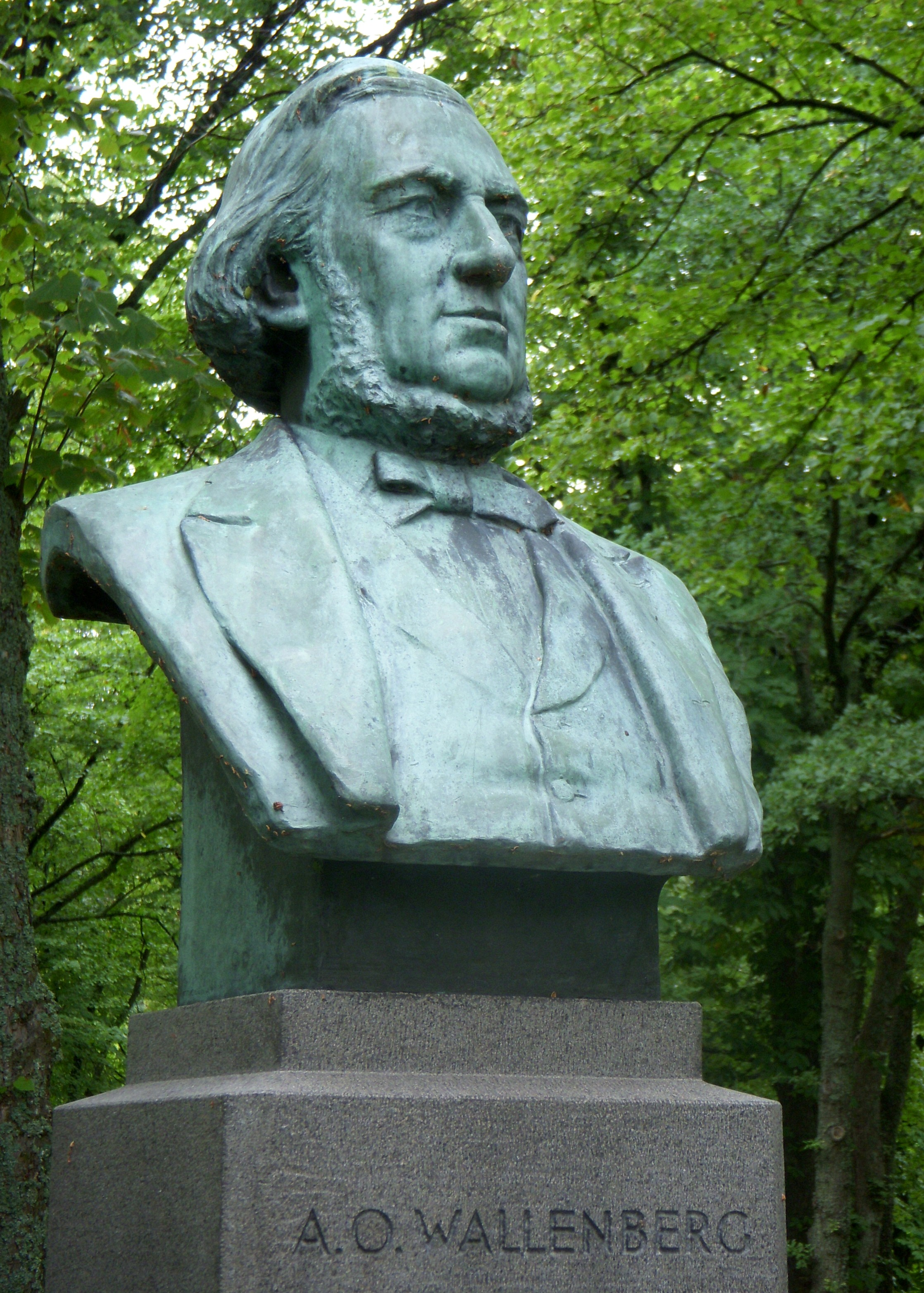
André Oscar Wallenberg.

- Jacob Wallenberg (1746–1778), marin, ecclésiastique. Auteur de Min Son på Galejan. Jacob change son patronyme, Wallberg, en  « Wallenberg ».

- Marcus Wallenberg (1774–1833), neveu de Jacob Wallenberg, évêque (luthérien) de Linköping.

- André Oscar Wallenberg (sv) (1816–1886), fils de Marcus Wallenberg, officier de marine, patron de presse, homme politique. Il visite les États-Unis en 1837 et s'intéresse au secteur bancaire. Fondateur de la Stockholms Enskilda Bank en 1856, à l'origine de l'influence de la famille.

- Knut Agathon Wallenberg (1853–1938), fils d'Andre Oscar Wallenberg, banquier et homme politique, fondateur de la  Stockholm School of Economics (1909), de la Banque des pays du Nord (1911)[6] et de la British Bank of Northern Commerce (1912) qui fusionnera en 1921 avec la Hambros Bank. À travers ses investissements dans LKAB, le contrôle du minerai de fer suédois reste à la Suède. Knuth Wallenberg est ministre des Affaires étrangères de son pays en 1914–1917.

- Gustaf Wallenberg (1863–1937), fils d'Andre Oscar Wallenberg, diplomate, en poste à Tokyo, Constantinople et Sofia.

- Marcus Wallenberg Sr (1864–1943), fils d'Andre Oscar Wallenberg, industriel et banquier. Marcus Wallenberg possède des participations dans plusieurs sociétés : ASEA, Ericsson, SAS, Saab, Norsk Hydro, Orkla, Papyrus AB, Stora Kopparbergs Bergslag, Scania-Vabis et Skandia[7]. À partir de 1916, il prend part à la diplomatie et aux transactions internationales, notamment en négociant des accords commerciaux de première importance entre son pays et le Royaume-Uni (1916-1918). Un musée de l'Automobile à Södertälje porte son nom.

- Axel Wallenberg (1874–1963), fils d'Andre Oscar Wallenberg, industriel et diplomate, en poste à Washington (1921–1926).

- Raoul Oscar Wallenberg (1888–1911), fils de Gustaf Wallenberg, officier de marine. Il meurt d'un cancer trois mois après la naissance de son fils unique, Raoul.

- Jacob Wallenberg Sr (1892–1980), fils de Marcus Wallenberg Sr, officier de marine, banquier, industriel et diplomate. Il participe aux négociations avec le régime nazi. Pendant la Seconde Guerre mondiale, il joue un rôle de premier plan dans les accords commerciaux avec le Troisième Reich. Il contrôle l'empire Wallenberg avec son frère Marcus Jr.

- Marcus Wallenberg Jr (1899–1982), fils de Marcus Wallenberg Sr, industriel, banquier et diplomate.  Il joue un rôle essentiel dans les accords entre la Suède et le Royaume-Uni durant la Seconde Guerre mondiale. Avec son frère Jacob Sr, il dirige l'empire Wallenberg jusqu'à sa mort.

- Berit Wallenberg (1902-1995), fille de Jacob Oscar Wallenberg (1872-1939) et petite-fille d'Andre Oscar Wallenberg, archéologue, photographe et philanthrope.

- Gustaf Wally (1905–1966), fils d'Axel Wallenberg. Danseur, acteur et directeur de théâtre, il transforme le patronyme « Wallenberg » en « Wally ». Il participe à plusieurs films.

- Raoul Wallenberg (1912–1947?), fils de Raoul Oscar Wallenberg, beau-fils de Fredrik von Dardel, architecte et diplomate. De par le remariage de sa mère, il a un demi-frère et une demi-sœur : Guy et Nina von Dardel[8]. Pendant la Shoah, Raoul Wallenberg sauve la vie de plusieurs dizaines de milliers de Juifs (entre 30 000 et 100 000) à Budapest. Capturé par l'Armée rouge à Budapest en janvier 1945, il disparaît. Il est reconnu comme Juste parmi les nations en Israël et citoyen d'honneur de plusieurs pays.

- Marc Wallenberg (1924–1971), fils de Marcus Wallenberg Jr, banquier et industriel.

- Peter Wallenberg Sr (1926–2015), fils de Marcus Wallenberg Jr, banquier et industriel. Il succède à son père en 1982 au poste de dirigeant de la Wallenberg Sphere. Trois enfants : Jacob, Andrea et Peter.

- Ann Marie Wallenberg (1929– ), fille de Marcus Wallenberg Jr, banquière et femme d'affaires. Quatre enfants : Celia, Charlotte, Camilla et  Robert.

- Peder Wallenberg Sr  (1935– ), fils de Jacob Wallenberg Sr, architecte, homme d'affaires et cofondateur de la Carpe Vitam Educational Foundation. Huit enfants : Fredrik (1967), Marie (1968), Jacob (1981), Nicholas (1983), Anna (1988), Peder (1991), Christopher-Robin (1994) et Alexander (1997).

- Jacob Wallenberg (1956– ), fils de Peter Wallenberg, président de Investor AB et ancien président de Skandinaviska Enskilda Banken. Diplômé de la Wharton School, il participe en 2007 à la réunion du groupe de Bilderberg.

- Marcus Wallenberg (1956– ), fils de Marc Wallenberg, ancien directeur d'Investor AB, ancien président de Skandinaviska Enskilda Banken, où il a succédé à Jacob Wallenberg. Président de l'International Chamber of Commerce (ICC) en Suède jusqu'à la fin de 2008. Il est diplômé promotion 1980 de l'Edmund A. Walsh School of Foreign Service de Georgetown University. Il a été membre du comité directeur du groupe Bilderberg[9].

- Peter « Poker » Wallenberg Jr (1959– ), fils de Peter Wallenberg Sr.

## Galerie

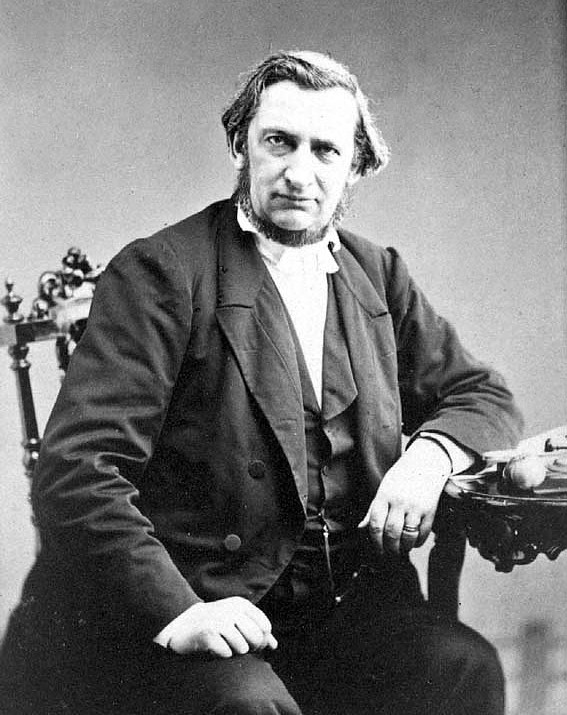
A O Wallenberg (1816–1868)
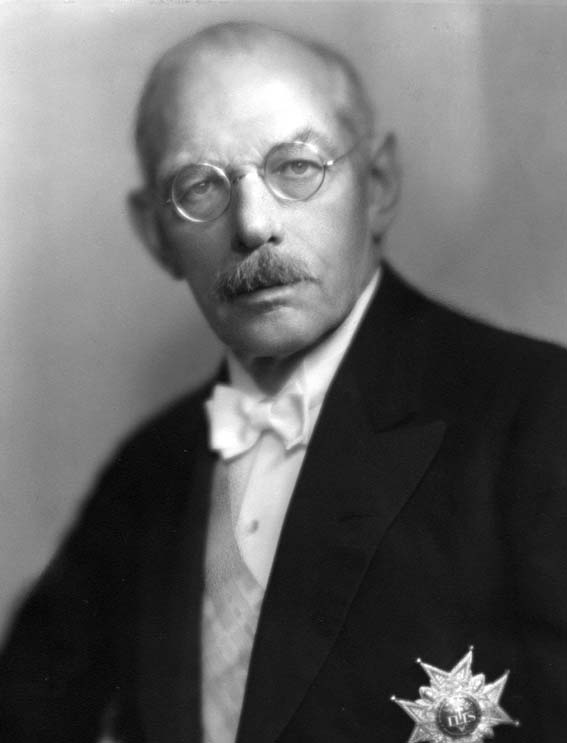
Marcus Wallenberg Sr (1864–1943)
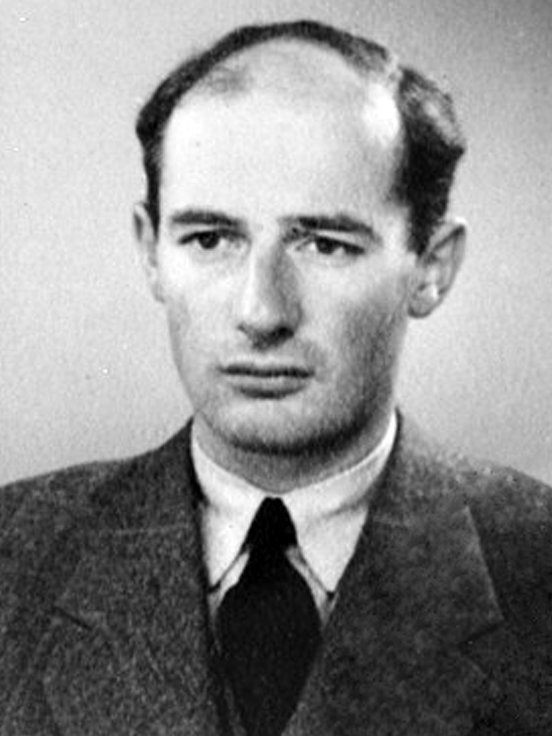
Raoul Wallenberg (1912–?)
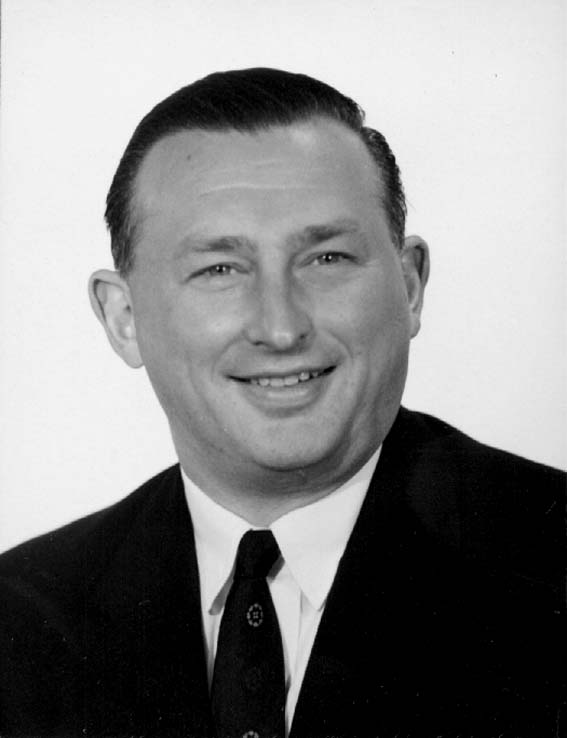
Marc Wallenberg (1924–1971)